# Quagga
Quagga – wolne oprogramowanie będące implementacją protokołów routingu opartych na TCP/IP.
Obsługuje protokoły RIP (v1 i v2), OSPF (v1, v2, v3) oraz BGP (v4) w wersjach tradycyjnych jak i IPv6. Istnieje także, choć niedoskonała, obsługa protokołu IS-IS.
Projekt Quagga jest kontynuacją nierozwijanego już oprogramowania GNU Zebra. Podobnie jak Zebra, Quagga jest napisana modułowo, każdy protokół rutingu występuje w postaci osobnego procesu w systemie. Konfiguracja poszczególnych protokołów rutingu jest dokonywana z używaniem składni bardzo zbliżonej do składni używanej w urządzeniach Cisco.
W kwietniu 2017 roku powstało odgałęzienie o nazwie FRRouting nakierowane na bardziej otwarty i szybszy rozwój.